# Dong-gu, Incheon
Dong-gu (koreanska: 동구) är ett stadsdistrikt (gu) i staden och provinsen Incheon, i den nordvästra delen av Sydkorea, 30 km sydväst om huvudstaden Seoul.

## Administrativ indelning
Distriktet är indelat i elva administrativa stadsdelar (dong):
Geumchang-dong,
Hwasu 1·Hwapyeong-dong,
Hwasu 2-dong,
Manseok-dong,
Songhyeon 1·2-dong,
Songhyeon 3-dong,
Songnim 1-dong,
Songnim 2-dong,
Songnim 3·5-dong,
Songnim 4-dong och
Songnim 6-dong.